# Lijst van doolhoven in Duitsland
Dit is een lijst van doolhoven in Duitsland.
| Locatie                            | Plaats                | Deelstaat                 | Type     | Geopend | Opmerkingen                                                     | Afbeelding |
| ---------------------------------- | --------------------- | ------------------------- | -------- | ------- | --------------------------------------------------------------- | ---------- |
| Allwetterbobbahn                   | Eibenstock            | Saksen                    | Heg      |         |                                                                 |            |
| Alte Dorfstraße                    | Probsteierhagen       | Sleeswijk-Holstein        | Heg      |         |                                                                 |            |
| Belantis                           | Saksen                | Leipzig                   | Heg      | 2003    |                                                                 |            |
| Eifelpark                          | Gondorf               | Rijnland-Palts            | Heg      |         |                                                                 |            |
| Elbauenpark                        | Maagdenburg           | Saksen-Anhalt             | Divers   | 2004    | De paden worden gevormd door klinkers.                          |            |
| Erholungspark Marzahn              | Berlijn               | Saksen-Anhalt             | Heg      | 2007    | Voor het doolhof ligt een labyrint                              |            |
| Erlebnispark Steinau an der Straße | Steinau an der Straße | Hessen                    | Hout     |         |                                                                 |            |
| Erlebnispark Ziegenhagen           | Witzenhausen          | Hessen                    | Hout     |         |                                                                 |            |
| Freizeitspaß Eckartsberga          | Eckartsberga          | Saksen-Anhalt             | Heg      |         |                                                                 |            |
| Großer Garten                      | Hannover              | Nedersaksen               | Haagbeuk | 1936    |                                                                 |            |
| Hauptstrasse                       | Altjeßnitz            | Saksen-Anhalt             | haagbeuk |         |                                                                 |            |
| Heidekamp                          | Alfsee                | Nedersaksen               | haagbeuk | 2006    | een van de grootste ronde doolhoven van Duitsland               |            |
| Hortus Vitalis                     | Bad Salzuflen         | Noordrijn-Westfalen       | Conifeer | 2008    | In het doolhof bevinden zich enkele waterspuwende bedriegertjes |            |
| Idafehn-nord                       | Ostrhauderfehn        | Nedersaksen               | Heg      |         |                                                                 |            |
| Irrgarten Kleinwelka               | Kleinwelka            | Saksen                    | Heg      | 1992    | een van de grootste doolhoven van Duitsland.                    |            |
| Kurpfalz-Park                      | Wachenheim            | Rijnland-Palts            | Heg      |         |                                                                 |            |
| Neuhof                             | Kohren-Sahlis         | Saksen                    | Heg      |         |                                                                 |            |
| Park Schönbusch                    | Aschaffenburg         | Beieren                   | Heg      | 1829    | In 1948 gerestaureerd                                           |            |
| Phantasialand                      | Brühl                 | Noordrijn-Westfalen       | Heg      | 2010    |                                                                 |            |
| Residenzschloss Ludwigsburg        | Ludwigsburg           | Baden-Württemberg         |          |         |                                                                 |            |
| Röbeler Straße                     | Bollewick             | Mecklenburg-Voor-Pommeren | Heg      | 2006    |                                                                 |            |
| Schloss Belvedere                  | Weimar                | Thüringen                 | Heg      | 1843    |                                                                 |            |
| Schloss Mosigkau                   | Dessau                | Saksen-Anhalt             | Heg      | 1860    | In 1990 gerestaureerd                                           |            |